# Aurélio de Figueiredo
Francisco Aurélio de Figueiredo e Mello (Areia, Paraíba, 3 de agosto de 1854 — Rio de Janeiro, 9 de abril de 1916) foi um escultor, pintor, ensaísta, desenhista, caricaturista e escritor brasileiro. O artista pintou retratos, paisagens, cenas de gênero e também temas históricos. Ficou conhecido por suas obras deste último gênero, como o quadro de Francesca da Rimini, feito em 1883, e Último Baile da Ilha Fiscal, de 1905.
Frequentou, quando adolescente, a Academia Imperial de Belas Artes (Aiba), no Rio de Janeiro. Local considerado o centro da arte nacional no período, Aurélio de Figueiredo participou de aulas sob orientação de seu irmão mais velho Pedro Américo (Areia, Paraíba, 1843 - Florença, Itália, 1905) e também do pintor Jules Le Chevrel (França, 1810 - Rio de Janeiro, 1872).
Fez parte do movimento romântico na pintura. Suas obras foram expostas como mostras individuais em dois momentos: Em 1912, ainda vivo, no Liceu de Artes e Ofícios de São Paulo e em 1956, após seus falecimento, no Museu Nacional de Belas Artes (MNBA) do Rio de Janeiro para comemorar o centenário de seu nascimento.

## Biografia
Filho de Daniel Eduardo de Figueiredo e Feliciana Cirne, Aurélio de Figueiredo nasceu em 3 de agosto de 1856, na cidade de Areia. Era irmão mais jovem do pintor Pedro Américo, conhecido por pinturas como Independência ou Morte e Tiradentes Esquartejado. Frequentou a Academia Imperial de Belas Artes (AIBA), assim como seu irmão Aurélio. Após estudar ali, aperfeiçoou seu trabalho artístico em Paris. Na volta ao Brasil, deu aulas na Academia. Seu estilo de pintura misturava elementos do neoclassicismo, romantismo e realismo, o que torna a sua produção uma das grandes expressões do momento de ápice do Academismo no Brasil.
A trajetória de Aurélio Figueiredo possui pontos de encontro com a de seu irmão Pedro. Em 1871, ele publicou caricaturas no periódico semanal carioca A Comédia Social, que se auto intitulava um “Hebdomadário Popular Satírico”. Ele também colaborou com outras caricaturas para o jornal Semana Ilustrada, de 1873 a 1875. Esse periódico carioca surgiu em 1860 e chegou todos os domingos nas mãos de seus leitores por 15 anos. Aurélio ilustrou séries temáticas, como foi o caso de “Os Mistérios de Todos os Dias na Corte”.
De 1876 a 1878, viajou para a Europa. Residindo em Florença, Itália, Aurélio trabalhou no ateliê do irmão que já morava no país e estudou com Antonio Ciseri (1821 - 1891), Nicolò Barabino (1832 - 1891) e Stefano Ussi (1822 - 1901), artistas com produções que abarcavam as pinturas históricas, de gênero e retratos.
No seu ano de retorno ao Brasil, em 1878, o pintor colaborou por um ano com o jornal de humor Diabo Coxo, do Recife. Nos anos 1880, Aurélio de Figueiredo participou de algumas edições da Exposição Geral de Belas Artes, mostra anual de obras de arte organizada pela AIBA, com iniciativa em 1840 do pintor francês Félix Émile Taunay.
Entre o final dos anos 1890 e início dos anos 1900, produziu duas de suas obras mais conhecidas: Francesca da Rimini (1893) e Último Baile da Ilha Fiscal (1905), este último que representa o último grande evento do Império do Brasil.
Também foi o autor da letra do hino da Paraíba. A musicalização foi feita por Abdon Felinto Milanês e o hino foi apresentado pela primeira vez em 1905.
Aurélio de Figueiredo morreu aos 59 anos em 9 de abril de 1916, na cidade do Rio de Janeiro. Uma de suas últimas obras foi Praia de Fortaleza (1910), exposta na Pinacoteca do Estado de São Paulo.

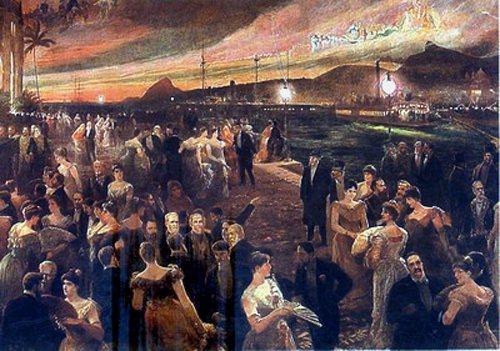
Último Baile da Ilha Fiscal (1905). Pintura de Aurélio de Figueiredo que ilustra o Baile da Ilha Fiscal.

## Obras
Aurélio de Figueiredo produziu pinturas de paisagens, retratos, naturezas-mortas e cenas de gênero. As obras O copo d'água (1893) e Francesca da Rimini (1893) se tornaram de grande conhecimento geral. Além disso, as obras de caráter histórico possui destaque em sua carreira. Foram diversas as encomendas: Abdicação de Dom Pedro I, Tiradentes no Patíbulo, Derradeira Sinfonia e Redenção do Amazonas. Parte delas foram solicitadas por governos provinciais.
O pintor faz parte da era romântica na pintura brasileira. Principal expressão das artes plásticas no Brasil da segunda metade do século XIX, ela se desenvolveu na mesma época do Segundo Reinado no país. Como característica, se apropriou do nacionalismo dirigido pelo imperador Dom Pedro II para retratar o Brasil por outra construção visual - com o intuito de retratar um país em progresso e civilizado - e a formação de uma identidade. No campo das artes plásticas, o romantismo trouxe consigo elementos neoclássicos e se misturou ao realismo, ao simbolismo e a outras escolas, tornando-se uma síntese diversificada.
Na época das publicações de A Comédia Social e Semana Ilustrada, as caricaturas feitas por Aurélio apresentam, segundo do historiador Herman Lima, traços vigorosos e elegantes por conta do desenho limpo e pela composição harmônica.
Apesar do artista ser conhecido principalmente por suas obras de história, como Último Baile da Ilha Fiscal que registra o baile que marca a queda do Império, seus quadros de gênero e paisagem chamam a atenção. O crítico Gonzaga Duque (1863 - 1911) acredita que essas pinturas são o ponto de inovação de Aurélio de Figueiredo: traços simples e leves, um trabalho rápido e também espontâneo.
| “ | Nos pequenos quadros de gênero, nas alegorias, nas fantasias a pincel, o talento de Aurélio tem uma feição característica. Vê-se que todo o trabalho é espontâneo e rápido. Nos traços, os mais simples, conhece-se a mão sempre ligeira e leve do artista; nos toques, os mais insignificantes, o pincel passa com a mesma facilidade. | ” |

Além das pinturas, Aurélio de Figueiredo também escreveu poemas e romances. Uma das publicações é o livro "Missionário", romance anticlerical quase homônimo ao livro de ficção naturalista do escritor, jornalista e político brasileiro Inglês de Sousa (1853 - 1918).

### Análise

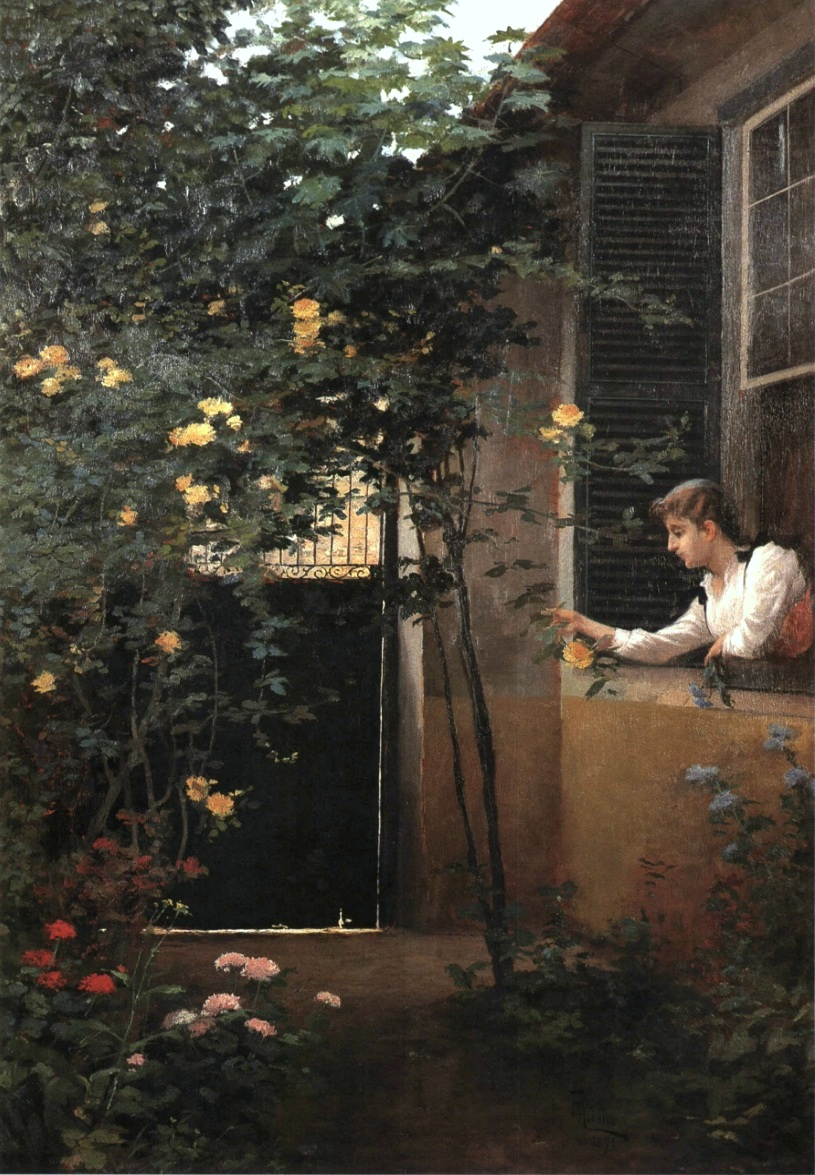
Moça na Janela (1891). Pintura de Aurélio Figueiredo. Óleo sobre Madeira.

Por pertencer ao romantismo na pintura, Aurélio Figueredo e seu irmão Pedro Américo contribuíram no processo de formação do "herói da pátria". Os quadros Martírio de Tiradentes (1893), de Aurélio, e Tiradentes Esquartejado (1893), de Pedro, criam uma imagem de Tiradentes como herói nacional e reforça a ideia da época de construção e, ao mesmo tempo, reconstrução de uma memória nacional e identidade.
Apesar de ser considerado um artista romântico, Aurélio de Figueiredo possui momentos diferentes em seu fazer artístico. Em março de 1906, o pintor participou de uma mostra de 66 telas no Theatro da Paz, em Belém. Ele fez uma retrospectiva de sua carreira, mostrando duas fases distintas de seu trabalho. As obras mais antigas, assinadas como Aurelio de Figueiredo, remetiam á escola francesa do último quartel do século XIX. Já as obras mais recentes, assinadas como Francisco Aurelio, se pareciam mais com o estilo dos artistas impressionistas.
A aproximação do movimento romântico no Brasil com os realistas foi notada na obra de Figueiredo. No ensaio publicado pelo crítico Alexandre Eulálio, intitulado De um capítulo do Esaú e Jacó ao painel dO último Baile, o escritor aproxima o livro de Machado de Assis chamado Esaú e Jacó da tela pintada por Aurélio de Figueiredo, o Último Baile da Ilha Fiscal. Na comparação, Eulálio supõe que o pintor - também escritor de ficção - leu o livro e produziu a tela em uma tentativa de

Compromisso Institucional (1896)Pintura em que Aurélio de Figueredo incluiu sua mulher e as três filhas no balcão nobre, no canto.

| “ | consolidar os nexos narrativos e o complexo encadear da ação através dos espaços pictóricos que dispôs e definiu na ordem ideal que o espectador deveria seguir. | ” |

### Curiosidades
Em dois quadros pintados por Aurélio de Figueiredo, o artista colocou a sua própria figura ou a de parentes no resultado final da obra. O primeiro caso é de 1896, na pintura Compromisso Constitucional, sobre a promulgação da Constituição de 1891. Ele colocou o irmão Pedro Américo e a si próprio junto dos políticos. Além disso, a mulher e as três filhas aparecem no balcão nobre do Parlamento. Essa última alteração ficou por mais de um século sem ser notada. Até que a descoberta foi feita pelo pesquisador do Museu da República, Mário Chagas, desmistificando a ideia de que aquelas mulheres eram esposas ou parentes dos parlamentares.
Em sua obra famosa Último Baile da Ilha Fiscal, Aurélio pinta a si próprio ao lado da esposa. Nesse caso, os dois realmente participaram do baile. No entanto, o pintor acrescentou as três filhas que não estavam no local. Prática comum entre os artistas brasileiros do século XIX e do século XX, Aurélio conta sobre o processo em um carta que foi localizada também por Mário Chagas.
| “ | Seguindo um uso inveterado entre os pintores, pus entre os convivas desta festa memorável, a qual tive o prazer de assistir em companhia de minha senhora, além dos nossos retratos, os de três filhas minhas, que lá não estiveram, pois as duas gêmeas tinham apenas 1 ano, e a terceira não era ainda nascida. | ” |

## Galeria

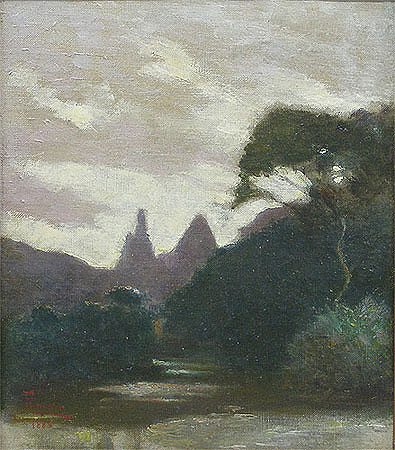
Francisco Aurélio de Figueiredo (1856-1916) Dedo de Deus, 1889, 30x26cm leilao dezembro de 2007 TNT Rio de Janeiro
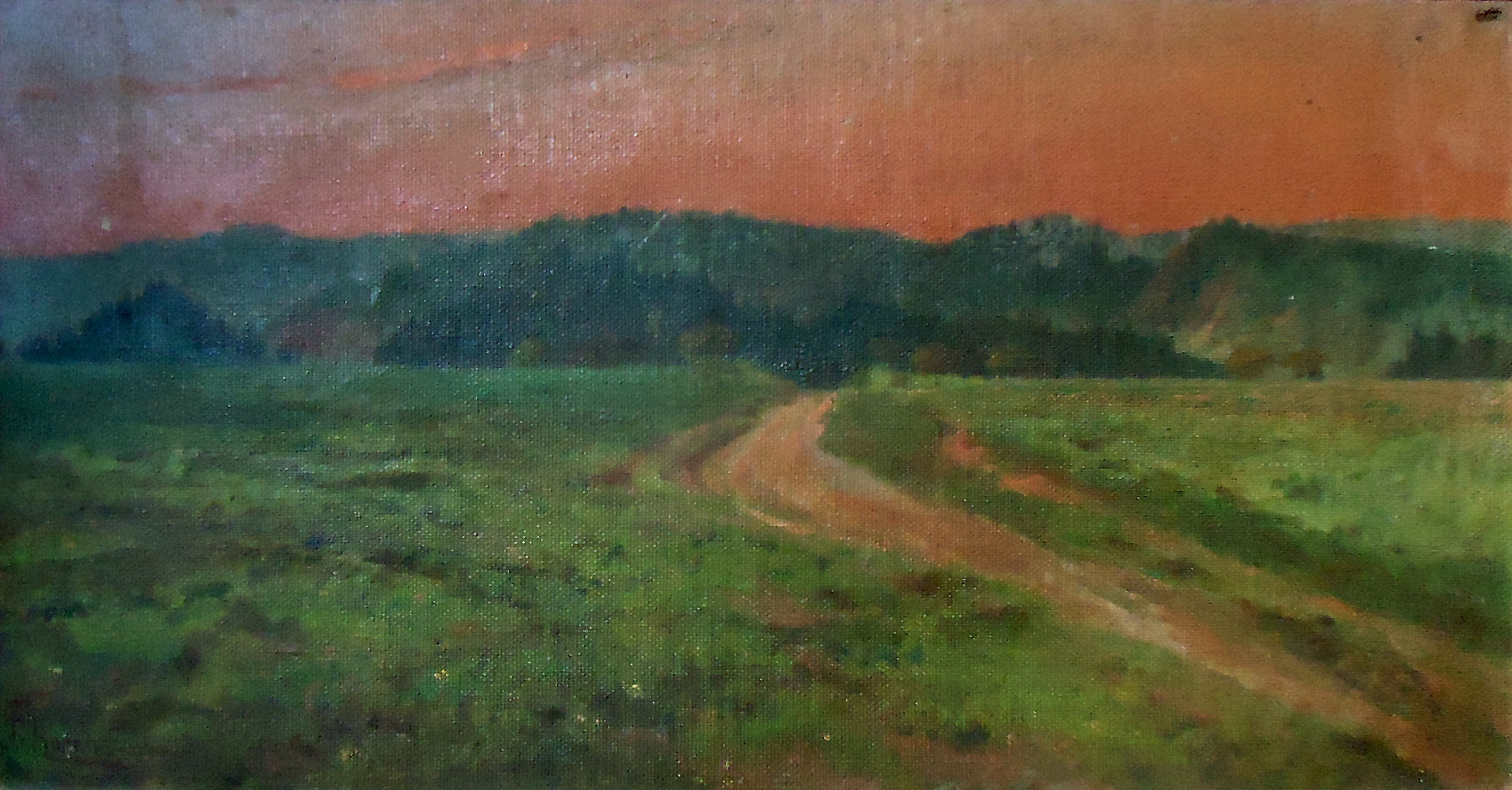
Francisco Aurélio de Figueiredo, Crepúsculo no campo, óleo sobre tela sobre cartão, 1909, 26 x 50 cm, Photo Gedley Belchior Braga
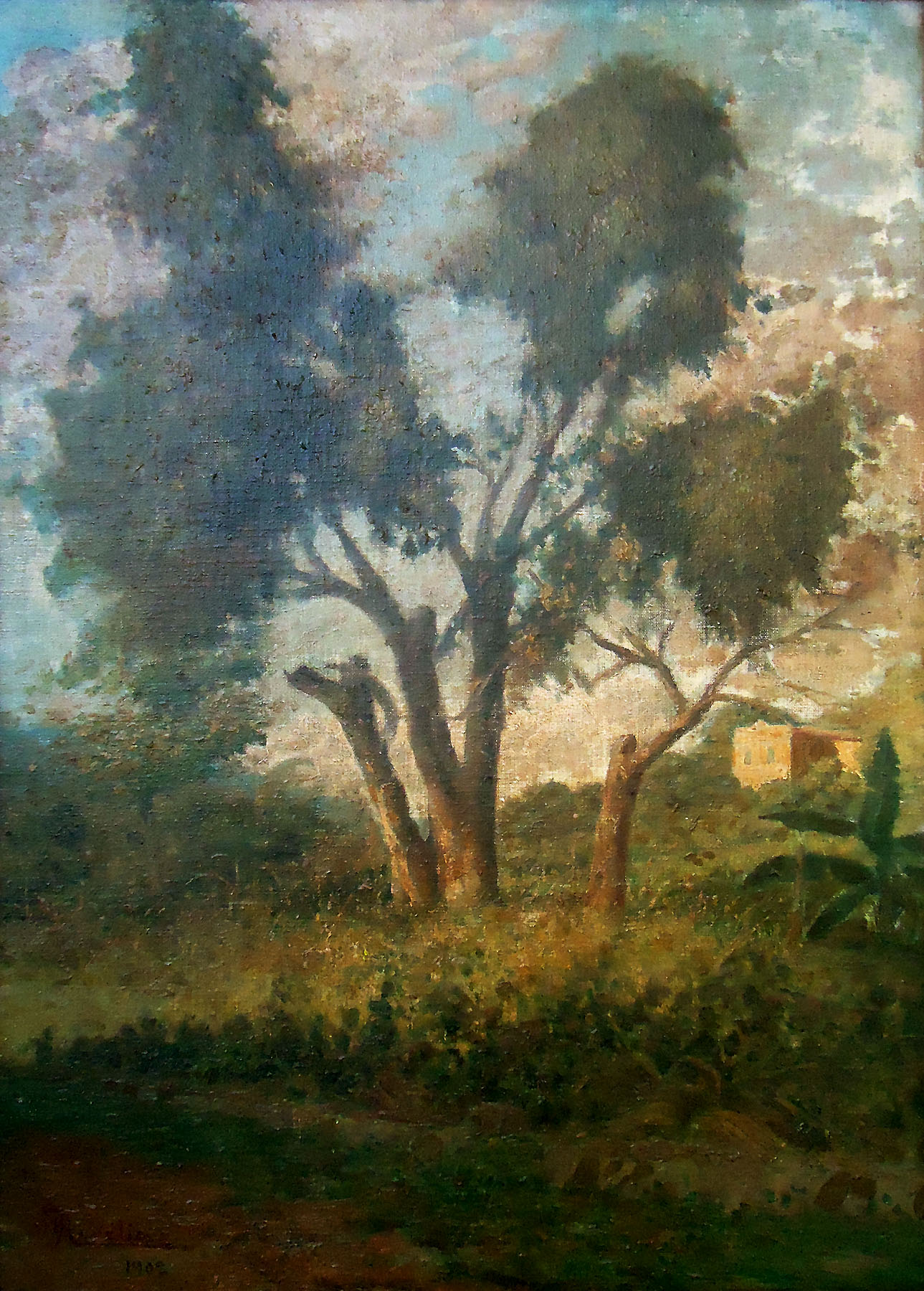
Francisco Aurélio de Figueiredo, Paisagem com árvores podadas, 1902, óleo sobre tela sobre madeira, 50 x 36 cm, Photo Gedley Belchior Braga
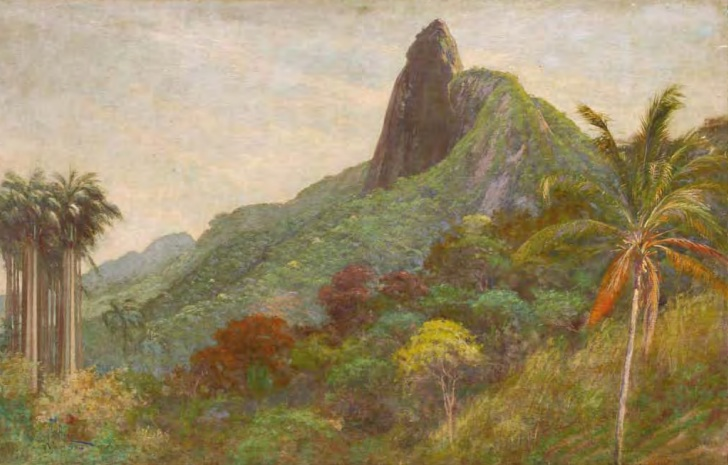
Aurélio de Figueiredo - Corcovado, s.d.
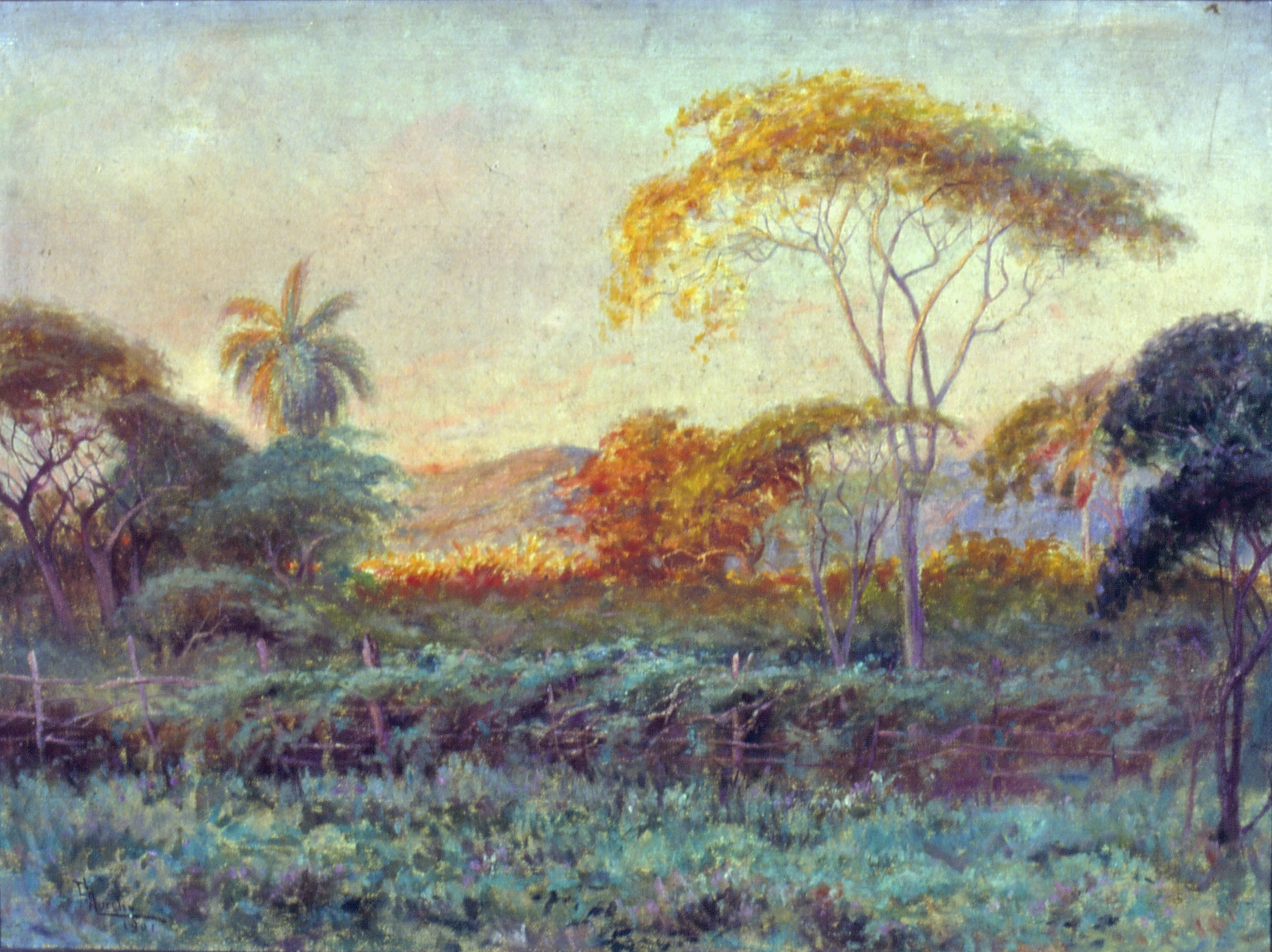
Melo, Francisco Aurélio de Figueiredo e - Paisagem
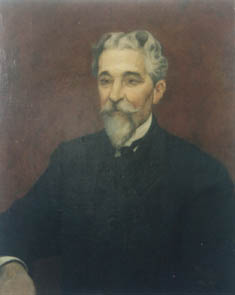
Homem em traje civil (3), da coleção Museu Histórico Nacional
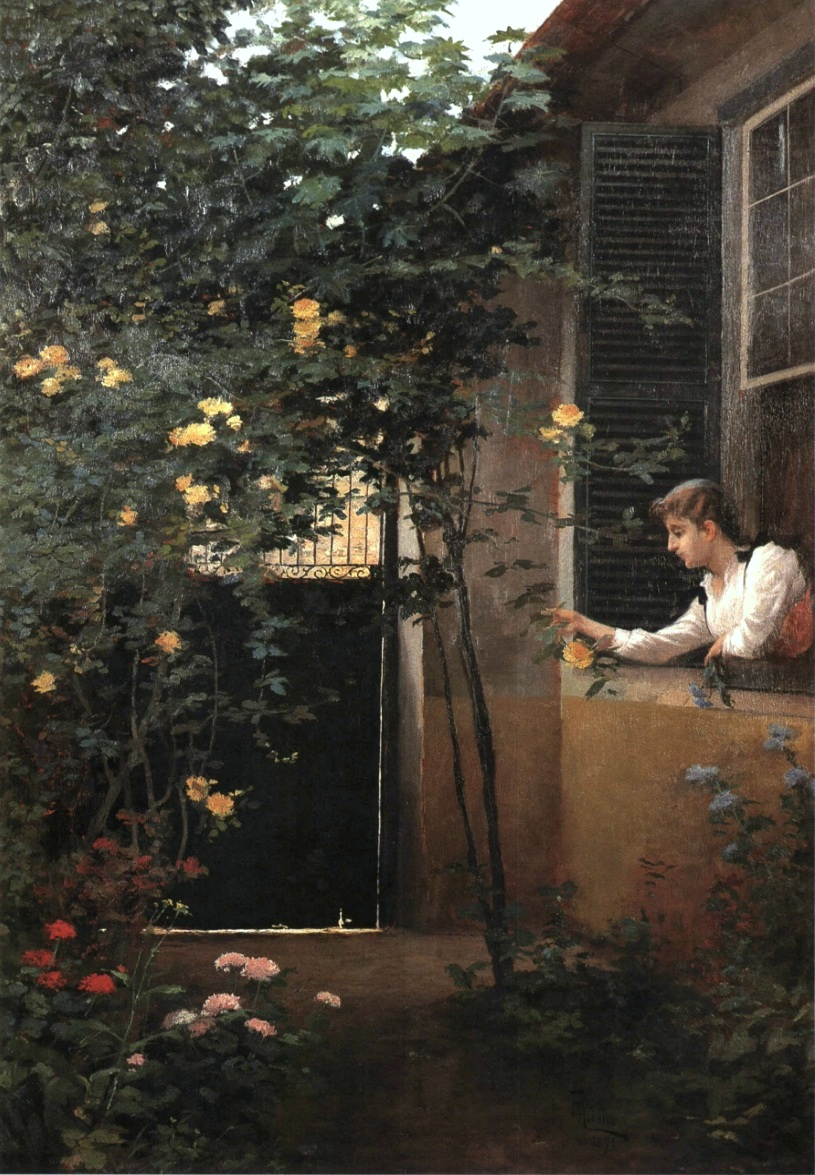
Aurélio de Figueiredo - Moça na janela
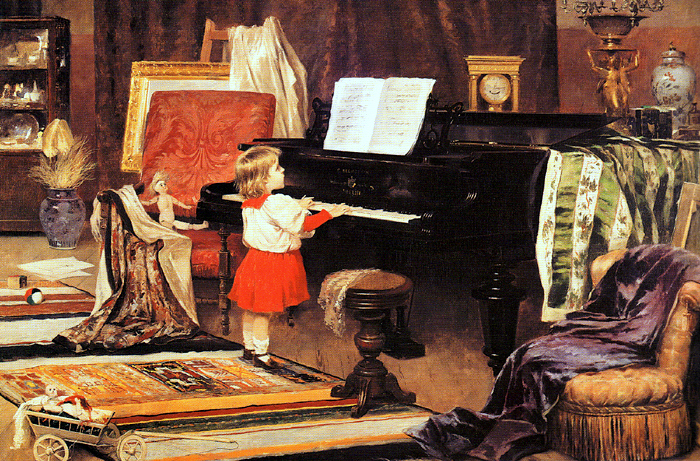
Aurélio de Figueiredo - Menina ao piano
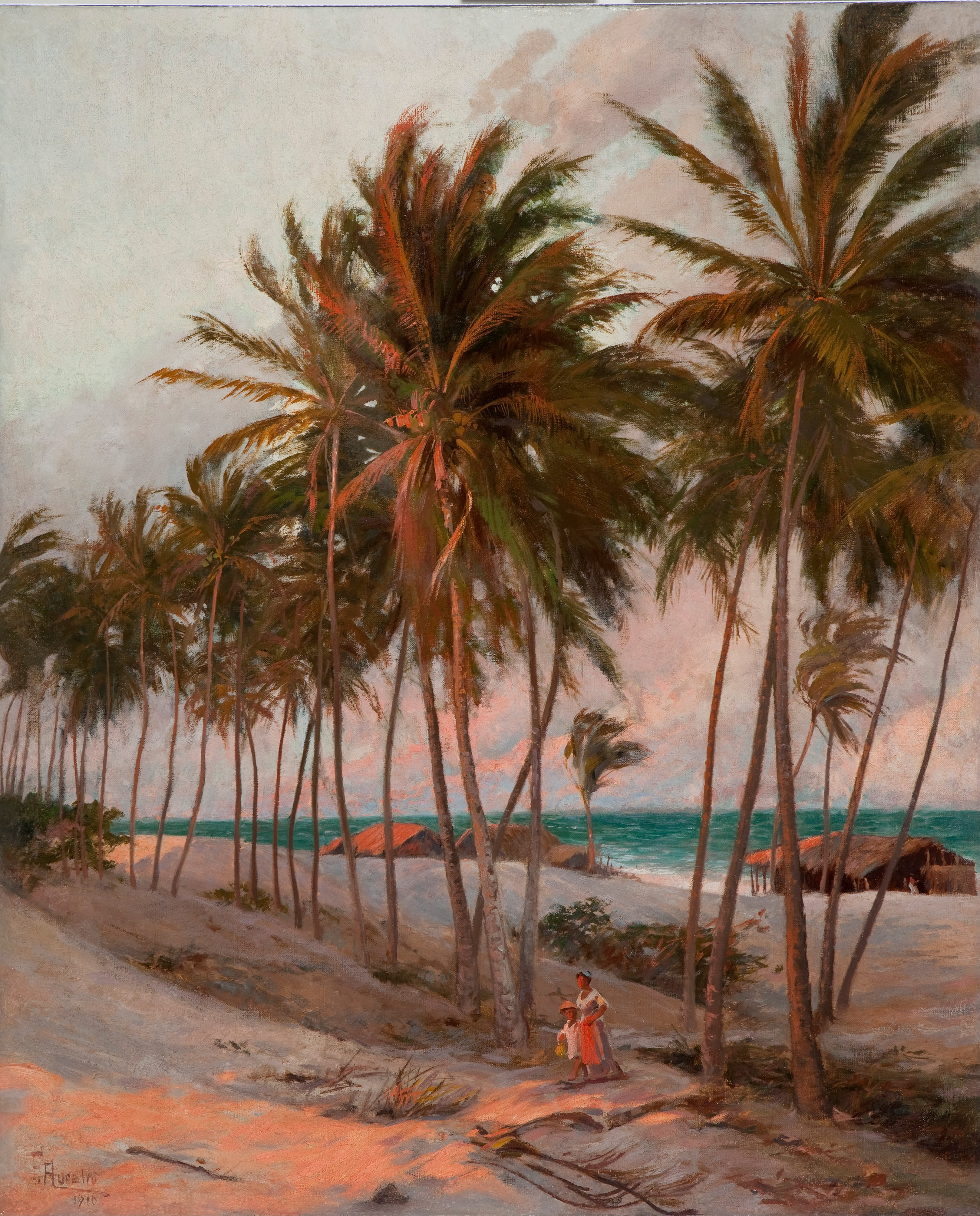
Aurélio Figueiredo - Beach in Fortaleza - Google Art Project
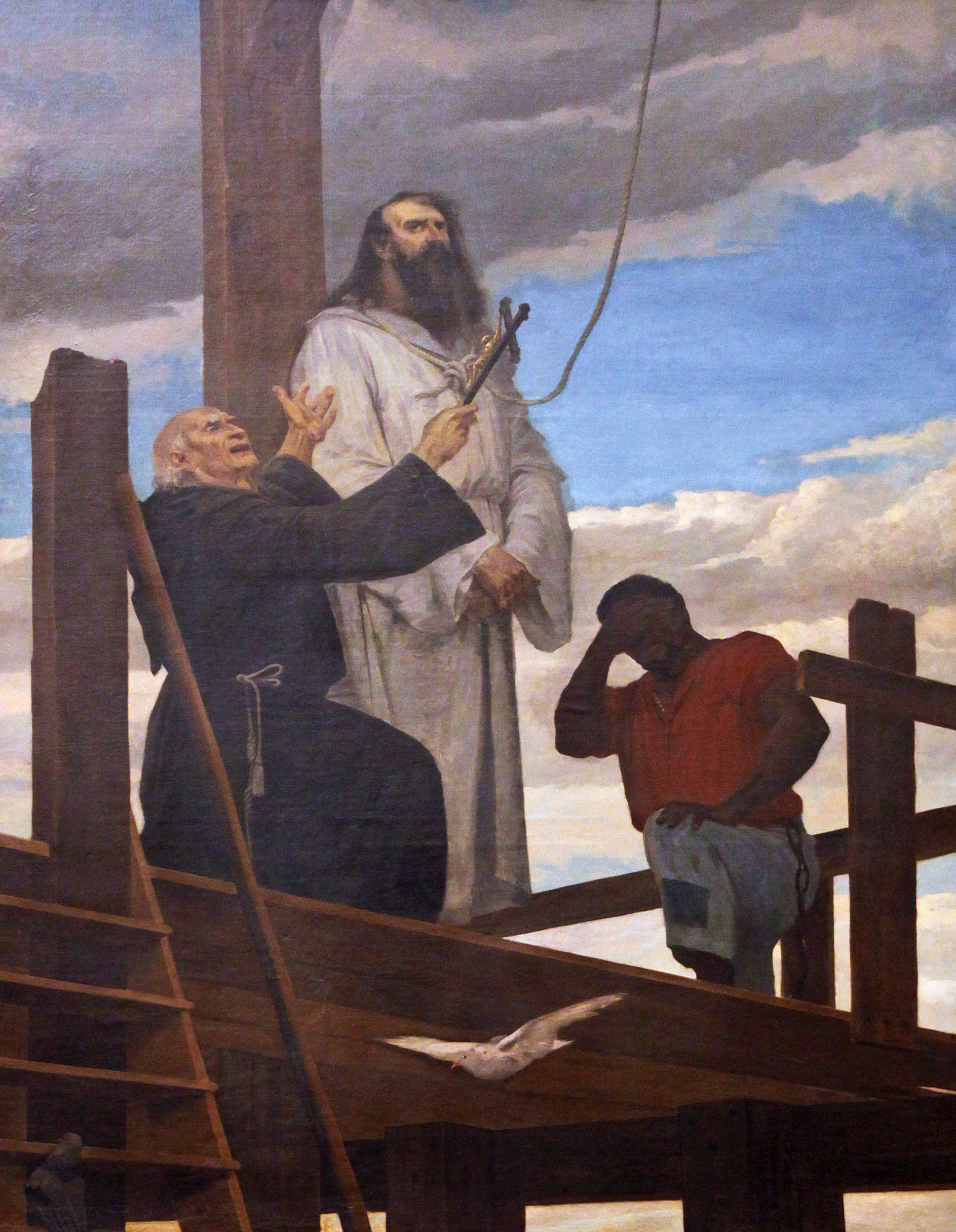
Palácio Pedro Ernesto - Suplício de Tiradentes
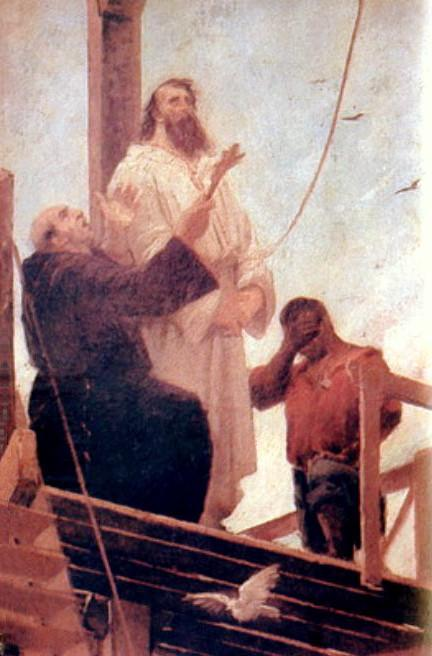
Figueiredo-MHN-Tiradentes